# Oronsay (ö i Storbritannien, Highland, lat 56,67, long -5,93)
Oronsay är en ö i Storbritannien.   Den ligger i kommunen Highland och riksdelen Skottland, i den nordvästra delen av landet, 700 km nordväst om huvudstaden London.